# Lijst van sterfgevallen van Kenny McCormick
Op deze pagina is een lijst van sterfgevallen van Kenny McCormick te vinden. Kenny McCormick, een van de personages uit de animatieserie South Park, ging in de eerste vijf seizoenen in bijna elke aflevering dood. Na de aflevering "Kenny Dies" (#513) veranderde dat. De hele aflevering draaide zowat over Kenny's dood - die uiteindelijk stierf aan de ziekte van Duchenne - en hij verdween vervolgens bijna een heel seizoen.
Na seizoen 7 sterft Kenny niet meer in elke aflevering, maar alleen wanneer de makers van South Park het echt iets vinden toevoegen aan de aflevering. Kenny's rol is daarom wel flink minder geworden in de serie. In sommige afleveringen na seizoen 9 is hij zelfs niet te zien.
In de film South Park: Bigger, Longer & Uncut sterft Kenny nadat zijn hart is getransplanteerd en vervangen door een aardappel. Kenny gaat naar de hel en wordt een geest. Aan het eind van de film mag hij echter toch naar de hemel. Na het uitkomen van de film, en de terugkeer van Kenny in "Red Sleigh Down", krijgt Kenny vaker rollen waar hij zonder parka te zien is, zoals in de film. Dan zie je dat hij eigenlijk blond, warrig haar heeft.

## Sterfgevallen

### Seizoen 1
| Aflevering                            | Welke manier? |
| ------------------------------------- | --- |
| 101 - Cartman Gets an Anal Probe      | Kenny overleeft een beschieting van een UFO en weet een in paniek geraakte horde koeien te overleven. Daarna wordt hij echter overreden door de politiewagen van Officer Barbrady, die de koeien achternazit.                                                                                        |
| 102 - Weight Gain 4000                | Mr. Garrison wil Kathie Lee Gifford met een pistool om het leven brengen, maar de kogel raakt Kenny, die op zijn beurt weer in de lucht vliegt en gespiest op een vlaggenstok terechtkomt. |
| 103 - Volcano                         | Bij een vulkaanuitbarsting wordt Kenny geraakt door een lavabal. Dit weet hij echter te overleven, maar een kogel uit het pistool van Ned wordt hem fataal. |
| 104 - Big Gay Al's Big Gay Boatride   | Zijn armen en hoofd worden van de romp af getrokken door drie Middle Park Cowboy rugbyspelers. |
| 105 - An Elephant Makes Love to a Pig | Kenny wordt de magnetron ingeslagen door de kloon van Stan. Hij verbrandt in deze magnetron en komt er geroosterd uit. |
| 106 - Death                           | Hij wordt aangeraakt door Death (Magere Hein) |
| 107 - Pinkeye                         | Kenny wordt in het begin geraakt door het ruimtestation Mir. Hij komt later terug als een zombie en wordt door Kyle doormidden gezaagd. Op het einde komt hij ook nog uit zijn graf, maar wordt hij direct geplet door een standbeeld en een neergestort vliegtuig.                                  |
| 108 - Damien                          | Damien verandert Kenny in een vogelbekdier, dat later doodgeschoten wordt door Jimbo, na het gevecht tussen Jesus en Satan. |
| 109 - Starvin' Marvin                 | Kenny verliest na een aanval van mutante kalkoenen één oog. |
| 111 - Tom's Rinoplasty                | Gespiest door een Irakees zwaard. Het zwaard werd gegooid door Miss Ellen, de tijdelijke vervangster van Mr. Garrison (die een schoonheidsoperatie onderging). |
| 112 - Mecha-Streisand                 | Wanneer Kenny tetherball gaat spelen met zichzelf, komt hij vast te zitten aan een paal. Aan deze paal wacht hem een verstikkingsdood. |
| 113 - Cartman's Mom is a Dirty Slut   | Kenny wordt door een kart op de spoorweg geslingerd. Aldaar wordt hij overreden door een trein. De opa van Stan nam dit op en wint hiermee de hoofdprijs van de wedstrijd. Als Stan, Kyle en Cartman dit filmpje zien zeggen Stan en Kyle: "Oh my god! They videotaped killing Kenny! You bastards!" |

### Seizoen 2
| Aflevering                                           | Welke manier? |
| ---------------------------------------------------- | --- |
| 202 - Cartman's Mom is Still a Dirty Slut            | Kenny wordt geëlektrocuteerd wanneer hij de back-up generator van het ziekenhuis aanzet. |
| 203 - Chickenlover                                   | Kenny gaat in deze aflevering steeds bijna dood, maar hij overleeft alles. Echter, tijdens de credits wordt hij geplet door een boom. |
| 204 - Ike's Wee Wee                                  | Kenny struikelt en valt in een open graf. Terwijl hij daar ligt valt er een grafsteen bovenop hem. |
| 205 - Conjoined Fetus Lady                           | Tijdens de wedstrijd trefbal van South Park vs. China gooit een Chinees een trefbal naar Kenny. Deze bal raakt hem dusdanig hard dat hij tegen de muur achter zich aan vliegt en dood is.                                                                       |
| 206 - The Mexican Staring Frog of Southern Sri Lanka | Tijdens een ruzie bij de show Jesus and Pals wordt Kenny door twee mensen uit het publiek vastgepakt. Deze twee mensen trekken hem in twee stukken. |
| 207 - City on the Edge of Forever                    | Een groot, zwart monster haalt Kenny uit de bus en vermoordt hem op straat. Ook wordt Kenny in een flashback door een motorfiets tegen een muur geplet. |
| 208 - Summer Sucks                                   | De grote, brandende Snake slaat op hol en Kenny wordt er bijna door vermoord. Daarna plet het veiligheidshek hem. In de flashback wordt Baby Kenny's hoofd eraf geblazen door een rotje.                                                                        |
| 209 - Chef's Chocolate Salty Balls                   | Kenny wordt platgetrapt door een groep mensen die het theater verlaten. In deze aflevering zeggen Stan en Kyle de beroemde zinnen niet, maar twee toeristen en is de zin een beetje aangepast. Toerist 1: Oh my god, I found a penny!! Toerist 2: You bastard!! |
| 210 - Chickenpox                                     | Aan het einde van de aflevering lacht hij met iedereen mee, maar hij overlijdt door de waterpokken. |
| 211 - Roger Ebert Should Lay off the Fatty Foods     | Kenny's hoofd explodeert doordat Kyle en Stan de intensiteit van het sterrenwacht demonstratie opvoeren naar maximaal. |
| 212 - Clubhouses                                     | Tijdens een feest in Cartmans huis wordt Kenny geplet door feestgangers. |
| 213 - Cow Days                                       | De stier waar Ming Lee aka Cartman op rijdt slaat op hol. Kenny weigert te helpen, omdat hij denkt dat hij dan dood gaat. Later heeft de stier Kenny alsnog gedood.                                                                                             |
| 214 - Chef Aid                                       | Tijdens het optreden van Ozzy Osbourne, bijt Ozzy het hoofd van Kenny eraf. |
| 215 - Spookyfish                                     | Kenny wordt om het leven gebracht door de goudvis van Stan. Dit op het moment dat Stan en Kyle niet kijken. |
| 216 - Merry Christmas Charlie Manson                 | Kenny wordt door de politie doorgeschoten. Dit op het moment dat hij zich wil overgeven. |
| 217 - Gnomes                                         | In de geheime fabriek van de Underpants Gnomes ontspoort een mijnwagen. Deze mijnwagen doodt Kenny. |
| 218 - Prehistoric Ice Man                            | Voor de tentoonstelling van de prehistorische ijsman wordt Kenny geplet door een loopband. |

### Seizoen 3
| Aflevering                               | Welke manier? |
| ---------------------------------------- | --- |
| 301 - Rainforest Shmainforest            | Kenny wordt getroffen door de bliksem en overlijdt. Echter weet Kelly (een meisje dat Kenny leuk vindt) hem te reanimeren.                                                                           |
| 302 - Spontaneous Combustion             | Een spontane zelfontbranding aan het begin van de aflevering. |
| 303 - The Succubus                       | Kenny overlijdt aan het begin van de aflevering om onbekende reden wanneer ze wachten op Chef. Bij zonsopkomst komt hij plotseling weer tot leven. Echter, later wordt hij doodgeramd door Succubus. |
| 305 - Jackovasaurus                      | Kenny doet een hert na om Cartman af te leiden. Echter een beer ziet hem aan als echt hert en vermoordt hem.                                                                                         |
| 306 - Sexual Harassment Panda            | Kenny wordt aangetrokken door een magneet in een grote ventilator en overlijdt. |
| 309 - Jewbilee                           | Kenny offert zichzelf op om Mozes te redden uit een schelp. |
| 310 - Chinpokomon                        | Kenny krijgt tijdens een computerspel een soort van epileptische aanval. Aan het einde van de aflevering explodeert Kenny.                                                                           |
| 312 - Korn's Groovy Pirate Ghost Mystery | Kenny wordt door een snowspeeder vernietigd terwijl hij een ED-209 kostuum draagt. |
| 313 - Hooked on Monkey Phonics           | In Cartmans kamer wordt Kenny in elkaar geslagen door Phonics Monkey. |
| 314 - The Red Badge of Gayness           | Kenny vliegt in brand door een waarschuwingsfakkel van het Amerikaanse leger. Hij verbrandt levend.                                                                                                  |
| 315 - Mr. Hankey's Christmas Classics    | Tijdens een kerstliedje wordt Kenny geplet door een vallende kroonluchter. |
| 316 - Are you there God? It's me, Jesus  | Kenny's binnenkant explodeert door de toegenomen druk van een tampon die vastzit in zijn billen. |
| 317 - World Wide Recorder Concert        | Kenny komt om het leven door een enorme ontlasting nadat ze "The Brown Note" speelden. |

### Seizoen 4
| Aflevering                                  | Welke manier? |
| ------------------------------------------- | --- |
| 401 - Cartman's Silly Hate Crime 2000       | Hij wordt geplet door bakstenen die Cartman moeten voorstellen nadat hij van een slee af vliegt. |
| 402 - The Tooth Fairy Tats 2000             | Kenny wordt in een rivier gegooid met cementschoenen aan. De rivier is echter niet diep genoeg om in te verdrinken. Maar terwijl hij eruit probeert te komen, valt hij in een verborgen geul en verdrinkt hij alsnog. |
| 403 - Quintuplets 2000                      | Kenny wordt per ongeluk door de Roemeense politie doodgeschoten. |
| 404 - Timmy 2000                            | Cartman slaat Kenny dood met een koekenpan, omdat Cartman Christina Aguilera hallucinaties heeft. |
| 406 - Cartman Joins NAMBLA                  | Kenny wordt door een ambulance overreden terwijl de ambulance zijn vader afvoert. |
| 407 - Cherokee Hair Tampons                 | Hij wordt geplet door een piano terwijl hij boos naar huis loopt. Dit omdat de andere niks om hem geven als hij dood gaat.                                                                                            |
| 408 - Chef Goes Nanners                     | Kenny ontploft nadat hij een overdosis aan antacidum tabletten heeft ingenomen en water gaat drinken. Hij dacht dat het pepermuntjes waren.                                                                           |
| 409 - Something You Can Do With Your Finger | Hij wordt platgedrukt door een lift net voor het optreden in het winkelcentrum. |
| 412 - Fourth Grade                          | Kenny overlijdt door Timmy's rolstoel, die hij wil repareren. |
| 413 - Trapper Keeper                        | Kenny wordt geplet tussen de muur en Cartmans deur op het moment dat Trapper Keeper de deur open ramt. |
| 414 - Helen Keller! The Musical             | Geplet door een vallende setlamp, die eigenlijk bedoeld was voor Timmy's disfunctionele huisdier, Gobbles. |
| 415 - Fat Camp                              | In deze aflevering gaat Kenny zelf niet dood, maar een imitator van hem. |
| 416 - The Wacky Molestation Adventure       | Hij wordt opgeofferd bij "Carrousel". Dit is niet te zien. |
| 417 - A Very Crappy Christmas               | Kenny wordt overreden door een auto. |

### Seizoen 5
| Aflevering                            | Welke manier? |
| ------------------------------------- | --- |
| 501 - Scott Tenorman Must Die         | Kenny lacht zichzelf dood nadat hij Cartmans "I'm a little piggy" video heeft gezien. |
| 502 - It Hits the Fan                 | Kenny kotst zijn ingewanden uit en sterft. Dit nadat hij de pest had overleefd. |
| 503 - Cripple Fight                   | Hij wordt gegrepen door een roofvogel op het moment dat de jongens bedankt worden voor hun inzet. |
| 504 - Super Best Friends              | Hij verdrinkt in de Reflecting Pool bij een massa-zelfmoord actie van een sekte. |
| 506 - Cartmanland                     | Kenny wordt geraakt door een loshangende paal tijdens een ritje in een achtbaan. |
| 507 - Proper Condom Use               | Kenny's gezicht wordt in tweeën gesneden door een boemerang, die gegooid werd door Bebe. |
| 508 - Towelie                         | Hij valt in een vat gevuld met lava. Dit wanneer hij probeert de Gamesphere van de jongens te redden. |
| 509 - Osama Bin Laden Has Farty Pants | Een explosie veroorzaakt door Amerikaanse bommen doodt Kenny en zijn nieuwe Afghaanse vriend. |
| 510 - How to Eat With Your Butt       | Kenny wordt overreden door een motor. |
| 511 - The Entity                      | De beveiliging van het vliegveld schiet Kenny door het hoofd. |
| 512 - Here Comes The Neighborhood     | Deze aflevering toont niet aan hoe Kenny dood gaat, maar op het einde ligt hij op een slee die wordt voortgetrokken door Craig. We zien dat Kenny 2 gaten in zijn hoofd heeft en verbrand is. Ook heeft hij een wond die afkomstig is van een klauw snee. |
| 513 - Kenny Dies                      | Kenny gaat in deze aflevering voorgoed dood door de ziekte van Duchenne. Hij zal een seizoen lang niet te zien zijn. In de laatste aflevering van seizoen 6, Red Sleigh Down, komt hij plotseling weer tevoorschijn.                                      |

### Seizoen 7
| Aflevering                     | Welke manier?                                                                                      |
| ------------------------------ | -------------------------------------------------------------------------------------------------- |
| 715 - It's Christmas in Canada | Hij wordt gezapt door Saddam Hussein die de minister-president van Canada voorstelt met laserogen. |

### Seizoen 8
| Aflevering           | Welke manier? |
| -------------------- | --- |
| 807 - The Jeffersons | Kenny verkleedt zich als de zoon van Mr. Jefferson (Michael Jackson) en overlijdt wanneer Mr. Jefferson hem door het plafond heen gooit. Kenny heeft dan geen parka aan zodat je zijn gezicht kunt zien en zijn stem kunt horen. |

### Seizoen 9
| Aflevering                 | Welke manier? |
| -------------------------- | --- |
| 903 - Wing                 | Kenny wordt door de Chinese maffia doodgeschoten.                                                                                              |
| 904 - Best Friends Forever | Wanneer Kenny met z'n PSP aan het spelen is, wordt hij overreden door een vrachtwagen, waarvan de chauffeur ook met z'n PSP aan het spelen is. |

### Seizoen 10
| Aflevering                     | Welke manier?                                                                             |
| ------------------------------ | ----------------------------------------------------------------------------------------- |
| 1008 - Make Love, Not Warcraft | Kenny zelf wordt hier niet vermoord, maar zijn personage in World of Warcraft wel 2 keer. |

### Seizoen 11
| Aflevering      | Welke manier? |
| --------------- | --- |
| 1114 - The List | Als Bebe Stevens met Wendy Testaburger vecht over een pistool, schiet Wendy een kogel af. Deze kogel treft geen omstander, maar vliegt door het raam van Kenny's huis door het hoofd van Kenny, die op dat moment aan het eten is. |

### Seizoen 13
| Aflevering      | Welke manier?                                                                                  |
| --------------- | ---------------------------------------------------------------------------------------------- |
| 1301 - The Ring | Kenny sterft aan syfilis nadat hij orale seks heeft ontvangen van zijn vriendin.               |
| 1310 - W.T.F.   | Kenny raapt een vuurpijl op, wordt vervolgens de lucht in geschoten en de vuurpijl explodeert. |
| 1314 - Pee      | Kenny verdrinkt in een tsunami van plas.                                                       |

### Seizoen 14
| Aflevering                                                                         | Welke manier? |
| ---------------------------------------------------------------------------------- | --- |
| 1401 - Sexual Healing                                                              | Kenny hangt zichzelf op in een Batman kostum aan zijn deurklink. |
| 1411, 1412 en 1413 - Coon 2: Hindsight, Mysterion Rises en Coon vs. Coon & Friends | Kenny sterft meerdere malen als zijn (sprekende) alter ego Mysterion. Dood gaan en weer opnieuw leven is zijn gave. Aan het einde zegt hij dat hij wil gaan slapen en schiet zichzelf dood. Vervolgens wordt hij opnieuw geboren en leggen zijn ouders hem terug in bed, zoals dat al meer dan 80 keer zo ging. |

### Seizoen 15
| Aflevering          | Welke manier? |
| ------------------- | --- |
| 1514 - The Poor Kid | Na weer het armste kind te zijn op school wordt Kenny door een groot reptiel opgepakt en heen een weer geslingerd en uiteindelijk opgegeten. Dit keer zeiden Stan en Kyle niet wat ze altijd zeggen maar dit keer zei Stan alleen: "What the f*ck?" |

### Speciaal
| Aflevering                           | Welke manier? |
| ------------------------------------ | --- |
| South Park: Bigger, Longer and Uncut | Nadat Kenny de Terrance and Phillip film heeft gezien steekt hij voor een weddenschap zijn scheet in brand. Daardoor verbrandt hij zelf en wordt naar het ziekenhuis gebracht. Daar vervangen de dokters zijn hart voor een aardappel. Als hij wakker wordt zeggen de dokters dat hij nog drie seconden te leven heeft. Kenny roept nog net "What?" als de aardappel uit zijn lichaam explodeert. |
| The Real South Park                  | The Real South Park was een 1 aprilgrap van Comedy Central. In Amsterdam wordt hij overreden door een tram. |

## Opmerkingen
- In seizoen 6 is Kenny niet betrokken bij de afleveringen omdat hij gedurende het hele seizoen permanent dood is. Wel staat in dit seizoen Kenny's ziel centraal, die een tijd lang bezit neemt van Eric Cartman nadat deze de as van Kenny per ongeluk opdrinkt in de aflevering "A Ladder To Heaven". In de laatste aflevering van seizoen 6 komt Kenny weer plotseling weer aanlopen. Sindsdien gaat hij minder vaak dood dan in de eerste vijf seizoenen.
- In de aflevering "The Biggest Douche in the Universe" eet Rob Schneider een stuk vlees waar de ziel van Kenny zich op dat moment bevindt. In de trailer voor de film Rob Schneider is Kenny zie je Rob Schneider, verkleed als Kenny, gespiest worden door een vlaggenstok (net als in "Weight Gain 4000"). Kenny's ziel gaat dus dood, alleen dan in een ander lichaam.
- In de seizoenen 10,12 en vanaf seizoen 16 komt Kenny niet om het leven, terwijl hij toch in de serie meespeelt. Wel sterft in de aflevering Make Love, Not Warcraft Kenny's personage in het spel World of Warcraft, waarna Stan en Kyle hun catchphrase gebruiken ondanks dat Kenny feitelijk niet dood is.
- In totaal stierf Kenny 86 keer (83 losse aflevering + 3 keer in de aflevering van The Coon)